# Tel Sell
Tel Sell BV is een Nederlandse thuiswinkel. Het bedrijf werd in 1993 opgericht door Louise Mulder. Tel Sell was ook in andere landen actief, zoals Duitsland, Groot-Brittannië, België en de Nederlandse Antillen. Op het hoogtepunt werkten er ongeveer 240 mensen bij het bedrijf in een groot bedrijfspand in Almere. De omzet lag rond de 40 miljoen euro per jaar. Na het faillissement in januari 2008 leek het bedrijf tot het verleden te behoren. Een uiteindelijke doorstart in februari 2008 betekende een tweede leven voor het bedrijf, waardoor de thuiswinkel weer kon uitzenden. In 2018 werd het bedrijf overgenomen door het Oostenrijkse Mediashop.

## Geschiedenis
Tel Sell verkoopt de meeste producten door het uitzenden van lange reclames (infomercials) op bestaande commerciële televisiezenders en een eigen kanaal op de kabel. Oorspronkelijk kwamen dergelijke reclames uit de Verenigde Staten en werden de stemmen nagesynchroniseerd in het Nederlands. De stemacteurs waren in Nederland geboren maar spraken in het dagelijks leven vrijwel geen Nederlands waardoor ze onbedoeld een afwijkende manier van spreken ontwikkeld hadden. Dit was niet bedoeld voor een komisch effect en men was zich hier tijdens het nasynchroniseren ook niet van bewust. De manier van spreken werkte bij veel mensen op de lachspieren, zodat Tel Sell al gauw een cultstatus behaalde. Het illustreerde de bekendheid van Tel Sell dat de merknaam Tel Sell praktisch synoniem was geworden aan thuiswinkelen in Nederland. 
Behalve via televisie werden Tel Sell-producten ook verkocht via detailhandelketens, warenhuizen, internet en postorderaars. Later is het bedrijf ook Nederlandse producten gaan verkopen, zoals de Biostabil 2000 van Bruno Santanera en verzamel-cd's met Nederlandstalige hits, samengesteld door Chiel Montagne. In maart 2005 had Tel Sell de telsellmarkt geïntroduceerd, een aan- en verkoopsite. Met ingang van juni 2006 had Tel Sell ook een strategische stap gezet richting detailhandel. Het bedrijf Genesis, dat deel uitmaakt van Effort Participatie Maatschappij, had de regie bij de uitvoering van dit project. Via van een Tel Sell-zuil bij  drogisterijen en reformhuizen konden klanten alle producten van Tel Sell aanschaffen. Veruit het best verkochte product was de Abtronic, een buikspiertrainer.
Het bedrijf had vooral in de eerste jaren veel succes. Na verloop van tijd ging het minder. Tel Sell verloor in 2006 veel zendtijd aan haar concurrenten en was veel minder op televisie te zien. Bovendien veranderde het koopgedrag van consumenten, omdat het online steeds makkelijker werd om producten te vergelijken en te kopen.

### Faillissement en doorstart
In het begin van 2008 werd bekend dat het bedrijf een grote belastingschuld had en op het punt stond failliet te gaan. Om faillissement te voorkomen moest het bedrijf voor 10 januari 2008 de schuld afbetalen. Op 9 januari 2008 is het bedrijf door de rechter failliet verklaard.
De voorraden en inventaris uit het faillissement werden in opdracht van de curator en bank op 20 maart 2008 verkocht via een online veiling.

### Doorstart
Op 1 februari 2008 meldde het thuiswinkelbedrijf een doorstart te maken. De familie Mulder had de bedrijfsnaam teruggekocht. Met een handvol werknemers maakte het bedrijf een doorstart. Producten werden via de eigen website verkocht. Bianca Damas, dochter van Louise Mulder en op dat moment eigenaar, deed het bedrijf in 2017 in de verkoop. Volgens eigen zeggen was Damas niet langer enthousiast: "Ik doe dit al sinds mijn 13de. Sinds 2015 weliswaar in een nieuwe rol, maar ik wil in de tweede helft van mijn werkzame leven iets anders gaan doen".